# Diocèse de Butembo-Beni
Le diocèse de Butembo-Beni (en latin : Dioecesis Butembensis-Benensis) est un diocèse catholique de République démocratique du Congo, suffragant de l'archidiocèse de Bukavu.

## Histoire
La mission sui juris de Beni au Congo belge est établie le 9 avril 1934 à partir d'une partie du territoire du vicariat apostolique de Stanley Falls, confiée au père Henri Piérard, assomptionniste.
Le 9 février 1938, la mission devient le vicariat apostolique de Beni. Son premier vicaire est Henri Piérard, évêque titulaire d'Andropolis, consacré le 21 novembre 1938.
Le 10 novembre 1959, le vicariat apostolique est élevé en diocèse, suffragant de l'archidiocèse de Bukavu. Il prend son nom actuel de diocèse de Butembo-Beni le 7 février 1967.

## Ordinaires

### Supérieur ecclésiastique de Beni au Congo belge
- Henri Piérard, A.A. (22 juin 1934 - 9 février 1938), promu vicaire apostolique de Beni

### Vicaire apostolique de Beni
- Henri Piérard, A.A. (9 février 1938 - 10 novembre 1959), promu évêque de Beni

### Évêques de Beni
- Henri Piérard, A.A. (10 novembre 1959 - 17 mai 1966)
- Emmanuel Kataliko (17 mai 1966 - 7 février 1967)

### Évêques de Butembo-Beni
- Emmanuel Kataliko (7 février 1967 - 3 mars 1997), nommé archevêque de Bukavu
- Melchisedec Sikuli Paluku (depuis le 3 avril 1998)

## Territoire
Le diocèse comprend la ville de Beni et la ville de Butembo. La cathédrale Santa Maria Mater ecclesiae est à Butembo. Le diocèse occupe une superficie de 45 000 km² et est divisé en 70 paroisses.

## Statistiques
| année | baptisés  | population | pourcentage | prêtres(total) | prêtres réguliers | prêtres séculiers | fidèles par prêtres | diacres | religieux | religieuses | nombre de paroisses |
| ----- | --------- | ---------- | ----------- | -------------- | ----------------- | ----------------- | ------------------- | ------- | --------- | ----------- | ------------------- |
| 1950  | 113.389   | 400.000    | 28,3        | 49             | 2                 | 47                | 2.314               |         |           | 29          | 11                  |
| 1958  | 254.323   | 430.000    | 59,1        | 67             | 5                 | 62                | 3.795               |         | 14        | 116         |                     |
| 1970  | 440.250   | 810.000    | 54,4        | 61             | 22                | 39                | 7.217               |         | 101       | 237         | 24                  |
| 1980  | 678.352   | 1.032.000  | 65,7        | 53             | 24                | 29                | 12.799              |         | 76        | 237         | 23                  |
| 1990  | 816.847   | 1.245.453  | 65,6        | 97             | 56                | 41                | 8.421               |         | 130       | 299         | 24                  |
| 1996  | 893.525   | 1.363.784  | 65,5        | 151            | 105               | 46                | 5.917               |         | 149       | 364         | 28                  |
| 2000  | 1.090.735 | 1.570.807  | 69,4        | 157            | 112               | 45                | 6.947               |         | 290       | 366         | 32                  |
| 2001  | 1.144.021 | 1.557.385  | 73,5        | 151            | 108               | 43                | 7.576               |         | 171       | 397         | 32                  |
| 2002  | 1.137.210 | 1.722.117  | 66,0        | 151            | 102               | 49                | 7.531               |         | 183       | 302         | 33                  |
| 2003  | 929.417   | 1.403.616  | 66,2        | 154            | 111               | 43                | 6.035               |         | 256       | 397         | 33                  |
| 2004  | 898.653   | 1.392.536  | 64,5        | 205            | 125               | 80                | 4.383               |         | 275       | 535         | 33                  |
| 2006  | 993.000   | 1.463.000  | 67,9        | 199            | 132               | 67                | 4.989               |         | 228       | 542         | 35                  |
| 2012  | 1.173.000 | 1.730.000  | 67,8        | 348            | 176               | 172               | 3.370               |         | 344       | 455         | 46                  |
| 2015  | 1.266.000 | 1.868.000  | 67,8        | 318            | 186               | 132               | 3.981               |         | 335       | 613         | 48                  |
| 2018  | 1.383.470 | 2.040.580  | 67,8        | 331            | 193               | 138               | 4.179               |         | 431       | 662         | 56                  |
| 2020  | 2.179.089 | 2.875.099  | 75,8        | 341            | 203               | 138               | 6.390               |         | 451       | 624         | 62                  |
| 2022  | 2.244.150 | 2.961.910  | 75,8        | 370            | 232               | 138               | 6.065               |         | 433       | 731         | 70                  |